# Cessna Bird Dog
Die Cessna Bird Dog (militärische Bezeichnung Cessna L-19, ab 1962 Cessna O-1, auch Cessna 305) ist ein Leichtflugzeug des US-amerikanischen Herstellers Cessna, das von der United States Air Force, der Army und den Marines eingesetzt wurde. Das Muster ging als Gewinner einer Ausschreibung für leichte einmotorige Aufklärungsflugzeuge aus dem Jahr 1950 hervor. Die ersten Flugzeuge wurden unter der Bezeichnung Cessna 305A an die Armee ausgeliefert und bald danach in L-19 (L für „Liaison“, zu deutsch: „Verbindung“) umbenannt.

## Entwicklung
1949 suchten die US-amerikanischen Streitkräfte nach einem robusten Verbindungs- und Beobachtungsflugzeug. Cessna entwarf daraufhin mit der 305 einen klassischen Schulterdecker in Ganzmetallbauweise. Dabei wurden die Tragflächen von der Cessna 170 und das Heck von der Cessna 195 übernommen. In den neu konstruierten Rumpf wurde ein Continental O-470-11 mit 213 PS eingebaut und die Tragflächen zur Verbesserung der Langsamflug- und Kurzstarteigenschaften mit auf 60° ausfahrbaren Klappen aufgerüstet.
Das Konzept überzeugte das Militär und Cessna bekam 1950 den Auftrag für zunächst 418 Exemplare.
Die frühen Versionen hatten einen Continental Motor mit 216 PS und starrem Propeller, ab 1956 wurde eine Trainerversion mit der Bezeichnung TL-19D mit Verstellpropeller ausgeliefert. Von den insgesamt 2486 gebauten L-19A wurden 66 Exemplare an das US Marine Corps (USMC) geliefert. Diese Maschinen erhielten die Bezeichnung OE-1 (nach 1962 O-1B). Als OE-2 (nach 1962 O-1C) wurde beim USMC eine weiterentwickelte Version bezeichnet, die die Tragflächen der Cessna 180 und einen Continental O-470-2 verwendete.
Die letzte Version (L-19E, nach 1962 O-1E), von der 469 Exemplare gebaut wurden, verfügte über ein 265 PS starkes Triebwerk mit Verstellpropeller und elektrisch betriebene Landeklappen. Panzerung unter beiden Sitzen und ein selbstabdichtendes Treibstofftanksystem gehörten ebenfalls zur Ausstattung.
Das US-Verteidigungsministerium bestellte 3.400 L-19, die zwischen 1950 und 1962 gebaut wurden.

## Einsatzarten

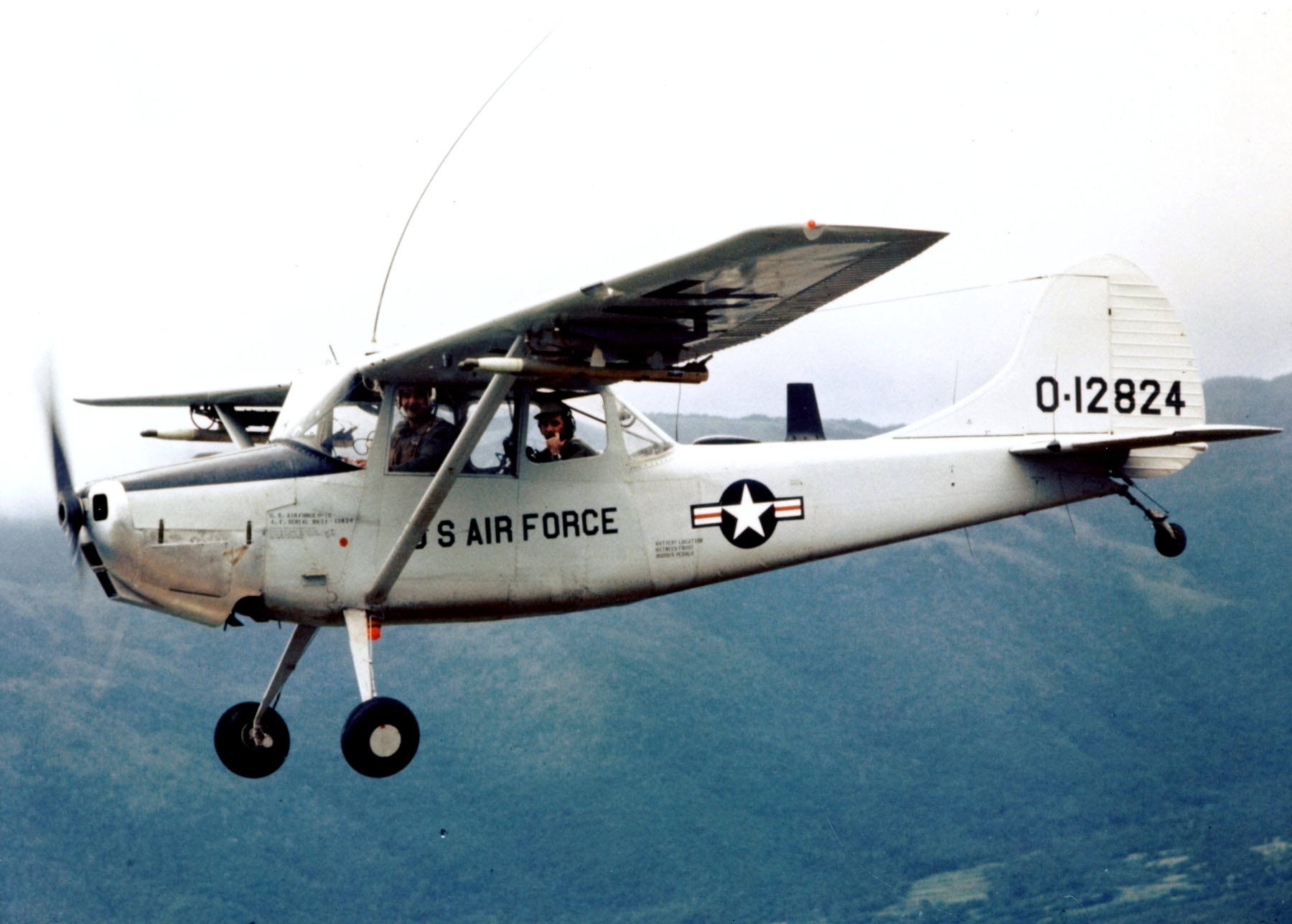
Eine O-1A der USAF in den 1960er Jahren im Einsatz während des Vietnamkrieges

Die Maschinen kamen in verschiedenen Rollen zum Einsatz, wie zum Beispiel Artilleriebeobachtung, Kurierdienst, Frontkommunikation, Search and Rescue und Ausbildung. Im Koreakrieg und im Vietnamkrieg kam die L-19 als Aufklärer und für Forward Air Control zum Einsatz.

## Namensgebung
Der Beiname Bird Dog war das Resultat eines Preisausschreibens innerhalb der Firma Cessna. Gewinner war Jack A. Swayze, ein Industriefotograf. Der Name ist englisch für Hühnerhund und sollte die Einsatzfähigkeit als Aufklärungsflugzeug sowie die Zuverlässigkeit und Gutmütigkeit des Musters ausdrücken.
Als die Armee 1962 das Bezeichnungssystem änderte, wurden die L-19A, TL-19D und L-19E in O-1A, TO-1D und O-1E umbenannt. Die OE-1 der US-Marine wurden zu O-1B, die OE-2 mit dem stärkeren 265 PS-Motor zu O-1C.
Ab 1966 wurden die O-1 allmählich durch die Cessna O-2 Skymaster ersetzt.

## Verbreitung
Das Muster wurde außer in den USA in folgenden Ländern eingesetzt (alphabetisch):
- Chile, Frankreich, Indonesien, Italien, Japan, Kanada, Malta, Österreich, Pakistan, Südkorea, Südvietnam, Thailand

## Militärische Nutzer

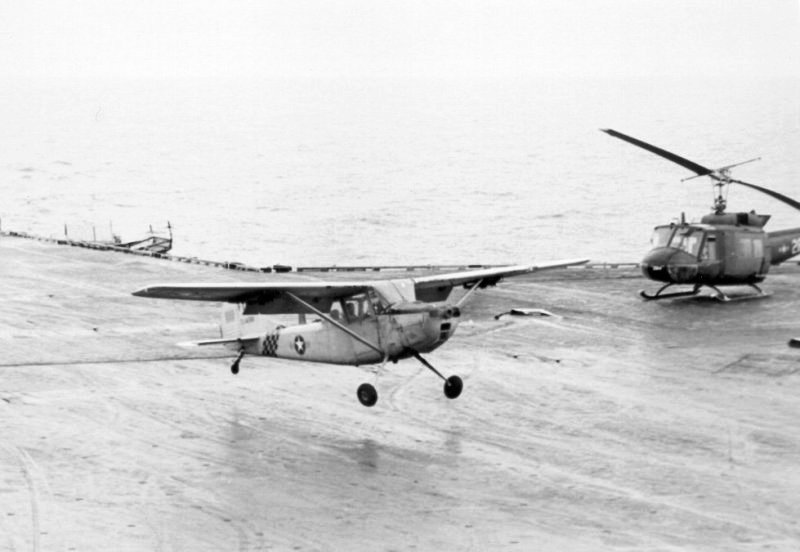
Landung einer Südvietnamesischen O-1 an Bord der Midway während der Evakuierung Saigons 1975.

- Australien
- Chile
- Frankreich
- Indonesien
- Italien
- Japan
- Kanada
- Laos
- Malta
- Norwegen
- Österreich: 22 von 1959 bis 1997[2]
- Pakistan
- Philippinen
- Taiwan
- Südvietnam
- Spanien
- Südkorea
- Thailand
- Vereinigte Staaten
  - United States Air Force
  - United States Army
  - United States Marine Corps
- Vietnam: von Südvietnam erbeutet

## Technische Daten

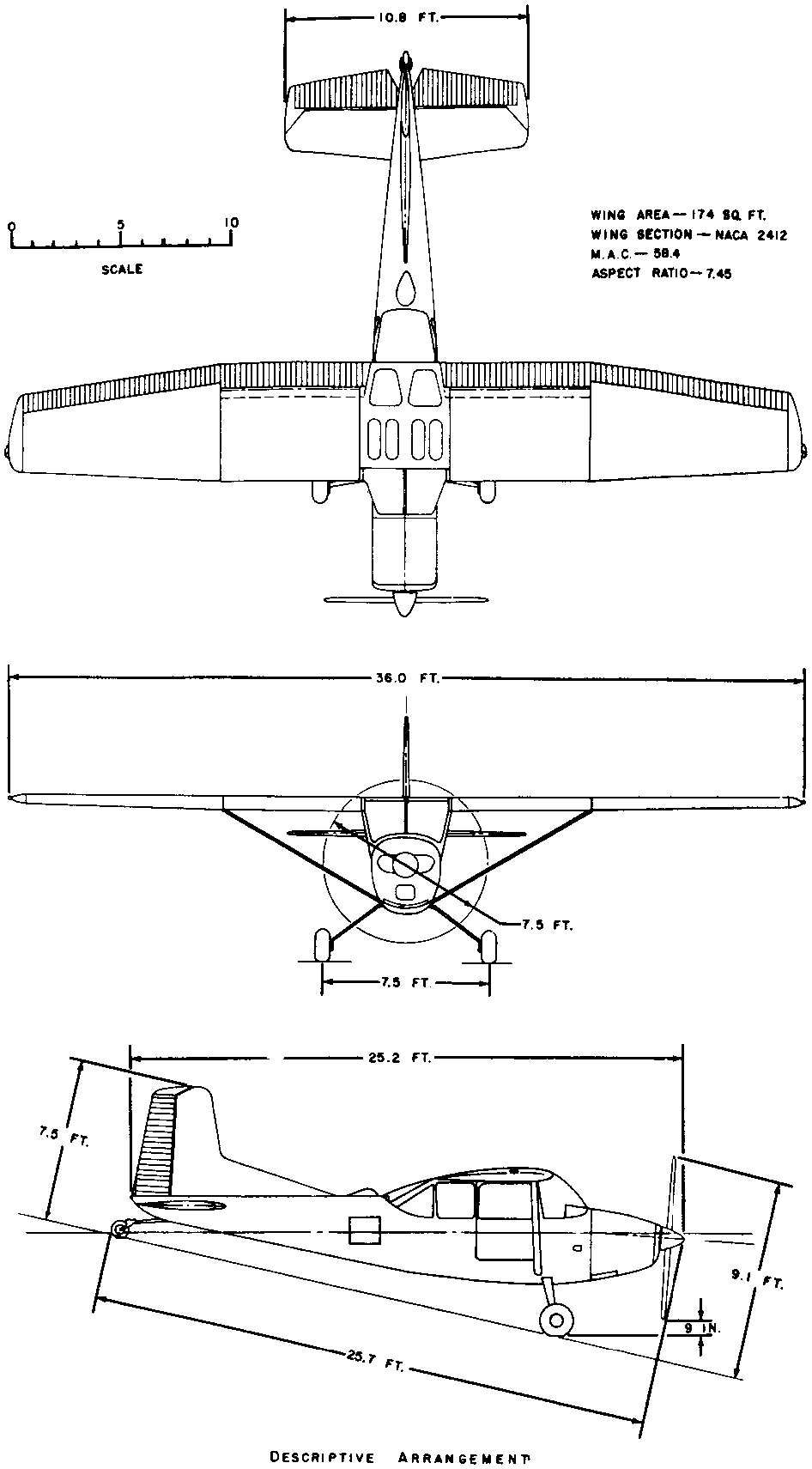
Cessna O-1C Bird Dog

| Kenngröße             | Daten (OE-2 = O-1C)                |
| --------------------- | ---------------------------------- |
| Besatzung             | ein Pilot (+ ein Beobachter)       |
| Länge                 | 7,83 m                             |
| Spannweite            | 10,97 m                            |
| Höhe                  | 2,77 m                             |
| Flügelfläche          | 16,17 m²                           |
| Flügelstreckung       | 7,4                                |
| Tragflächenprofil     | NACA 2412                          |
| Leermasse             | 830 kg                             |
| max. Startmasse       | 1.202 kg                           |
| Höchstgeschwindigkeit | 185 km/h (in 3.048 Meter Flughöhe) |
| Dienstgipfelhöhe      | 7.924 m (27.800 ft)                |
| Reichweite            | max. 500 km                        |
| Triebwerke            | ein Continental O-470-2            |

## Museale Rezeption
- Eine Cessna L-19E Bird Dog des österreichischen Bundesheeres ist in der Militärluftfahrtausstellung Zeltweg im Hangar 8 des Fliegerhorst Hinterstoisser ausgestellt, einer Außenstelle des Wiener Heeresgeschichtlichen Museums.[4]